# Protapanteles rageshri
Protapanteles rageshri är en stekelart som först beskrevs av Sathe 1988.  Protapanteles rageshri ingår i släktet Protapanteles och familjen bracksteklar. Inga underarter finns listade i Catalogue of Life.